# Maksim Topilin
Maksim Anatoljevitj Topilin (russisk: Макси́м Анато́льевич Топи́лин, tr. Maksím Anatóljevitj Topílin; født 19. april 1967 i Moskva) er en russisk økonom, og politiker fra partiet Det Forenede Rusland.